# Grafo planar

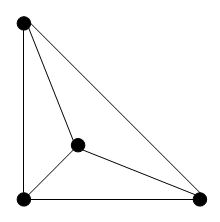
Grafo plano K_{4}

Em Teoria dos Grafos, um grafo planar é um grafo que pode ser imerso no plano de tal forma que suas arestas não se cruzem, esta é uma idealização abstrata de um grafo plano, um grafo plano é um grafo planar que foi desenhado no plano sem o cruzamento de arestas.
Aparentemente o estudo da planaridade de um grafo é uma questão topológica que se baseia em resultados como o Teorema da Curva de Jordan que de forma simplificada diz que uma curva fechada simples no plano divide-o em duas partes, apesar deste ser um critério muito importante, é natural o questionamento se há algum resultado combinatório que caracterize um grafo plano.
Observe os dois exemplos, ambos isomorfos entre si, ambos planares, porém apenas o que é desenhado sem cruzamento de arestas é um grafo plano.

## Histórico
Uma das motivações mais antigas para o estudo da planaridade de um grafo é o famoso problema das três casas. Este problema foi proposto por Henry Dudeney em 1913. E pode ser enunciado matematicamente na seguinte forma, dado um grafo K3,3 , sabemos que este é um grafo bipartido, completo, gostaríamos de saber se este grafo pode ser desenhado no plano de forma que nenhuma aresta cruze outra. É possível tal desenho?

## Teorema de Kuratowski
Segundo o Teorema de Kuratowski, um grafo planar não pode apresentar nem o grafo completo K5 nem o grafo bipartido K3,3 como subgrafos. A prova de que o K3,3 não é planar pode ser feita de duas formas: por indução e por construção, enquanto a do K5 é feita apenas por construção.
Não é possível redesenhar estes grafos sem que suas arestas se cruzem.

Representação do K5 (um grafo completo com 5 vértices).
Representação do K3,3 (um grafo bipartido completo com 6 vértices).